# A Nativa Solitária
A Nativa Solitária é um documentário naturista de 1954.

## Conteúdo
O documentário mostra a vida na primeira praia nudista do Brasil, na Ilha do Sol. Ele dá grande destaque para a história de Luz del Fuego, dançarina que criou a praia nudista. Porém, ele não foca em seus aspectos mais escandalosos. O documentário usa a narrativa masculina para falar sobre sua volta ao estilo de vida tradicional e sobre questões de saúde, como seu vegetarianismo e como ela não consumia bebidas alcoólicas.

## Histórico
O documentário foi dirigido por Francisco de Almeida Fleming com uma película de 16mm, sendo escrito por Cristina Agostinho, Branca de Paula e Maria do Carmo Brandão. Nos anos 2010, uma cópia do filme foi encontrada pelo governo do Espírito Santo e remasterizada em 2013 pelo Laboratório de Cinema Casablanca. Em 2016, ele foi adicionado ao Arquivo Público do Estado do Espírito Santo. Em 2017, o documentário foi exibido em parceria com a Interferência Filmes na exposição “Cem Anos Luz”.